# 加藤まみ
加藤 まみ（かとう まみ、1986年1月11日 - ）は、日本のAV女優。

## 出演作品
2006年
- インモラル女校生 11 (シネマジック、2006年3月17日)
- 拘束メガネ娘 (イエロー、2006年4月25日)
- パイパンメガネ娘 (イエロー、2006年4月25日)
- 飲尿中出しゴックンFUCK (エムズビデオグループ、2006年7月19日)
- 第2回 D-1クライマックス公開オーディション (ドグマ、2006年7月25日)

2007年
- 女子校生拉致監禁 VOL..35 (ゴーゴーズ、2007年3月11日)